# Krümmungsband

Höhenplan mit Krümmungs- und Querneigungsband

Das Krümmungsband ist als maßstäblich graphische Darstellung des Krümmungsverlaufs Bestandteil einer Straßen- und Eisenbahnplanung. Es ist normalerweise im Höhenplan zeichnerisch enthalten und stellt dort die Krümmung der Trasse des Lageplans da. Das Krümmungsband dient vor allem der Festlegung der fahrdynamischen Querneigung und der Feststellung der Entwurfqualität nach HBS.

## Konstruktion
Die Konstruktion des Krümmungsbandes ist in den RAS-L geregelt. Die Zeichnerische Darstellung richtet sich nach den RE.
Das Krümmungsband ist eine liniendiagrammartige Darstellung. Die waagrechte Bezuglinie (Abszisse) ist maßstäblich zur Stationierung der Trasse. Die Krümmung wird durch die Krümmungslinie angezeigt. Die Entfernung zwischen Krümmungslinie und Bezugslinie (Ordinate) ist maßstäblich zur Krümmung. Je größer der Radius der Kurve ist, desto kleiner ist der Abstand zwischen Bezugs- und Krümmungslinie. Bei Geraden sind Krümmungslinie und Bezugslinie deckungsgleich. Bei Rechtskurven befindet sich die Krümmungslinie oberhalb der Bezugslinie, bei Linkskurven unterhalb.

## Beispiel

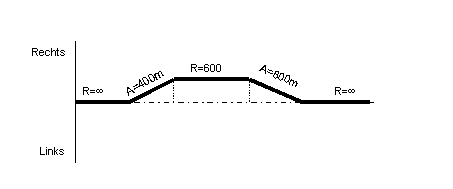
Beispiel: schematisches Krümmungsband einer Rechtskurve

Nebenstehende Abbildung zeigt ein schematisches Krümmungsband für eine Trasse mit der die Entwurfselementenfolge Gerade – Klothoide – Rechtsbogen – Klothoide – Gerade. Im Abschnitt der Geraden (R=∞) sind Krümmungs- und Bezugslinie deckungsgleich. In der Klothoide nimmt der Radius umgekehrt proportional zur Länge zu. Die Krümmungslinie entfernt sich von der Bezugslinie. In dem Rechtsbogen bleibt der Radius der Trasse konstant (R=600 m). Die Krümmungslinie verläuft parallel zur Bezugslinie. In der folgenden Klothoide nähert sich die Krümmungslinie wieder der Bezugslinie an, bis die Trasse die Gerade erreicht hat (R=∞).